# شب‌ماهی
شب‌ماهی (نام علمی: Bostockia porosa) نام یک گونه از تیره ماهیان لوتی معتدله است.